# Oneonta (New York)
Oneonta je grad u američkoj saveznoj državi New York. Prema popisu stanovništva iz 2010. u njemu je živjelo 13.901 stanovnika.